# Theudes
Theudes (španělsky Teudis) (470–548 Sevilla)byl vizigótským králem mezi roky 531–548. Theudes je jméno, které mu bylo přiděleno Isidorem Sevillským (jeho skutečné jméno bylo pravděpodobně Theodorich). Po Amalarichově smrti byl Theudes, bývalý velitel Theodoricha Velikého, zvolen králem. Amalarich přesunul hlavní město z Narbonne do Barcelony a Theudes do Toleda. V roce 541 musel čelit Frankům pod vedením Chlothara I. a Childeberta I., kteří pronikli až k městům Pamplona a Zaragoza, a které obléhali 49 dní. Po úspěšné obraně byli Frankové vytlačeni z Hispánie. Avšak v roce 542 se neubránil byzantské invazi na Ceutu.
V roce 548 byl v Seville zavražděn.